# Vidovec Krapinski
Vidovec Krapinski falu Horvátországban Krapina-Zagorje megyében. Közigazgatásilag Krapina községhez tartozik.

## Fekvése
Krapina központjától 5 km-re délkeletre, az A2-es autópálya mellett fekszik.

## Története
Lakosságát 1931-ben számlálták meg először, ekkor 371-en lakták. 
2001-ben a falunak 219  lakosa volt.

## Külső hivatkozások
- Krapina város hivatalos oldala